# Rover serie 200 (1984)
La Rover serie 200 è un'autovettura prodotta dal 1984 al 1989, prima dal Gruppo Austin Rover poi dal Gruppo Rover.

## Lancio
Lanciata nel 1984, esattamente come era stato fatto qualche anno prima con la Triumph Acclaim, è un clone della contemporanea Honda Ballade. Le differenze tra la 200 e la Ballade riguardavano pochi particolari: mascherina, luci posteriori, rivestimenti interni (con radica e velluto di York sulle Rover) e altri dettagli. La carrozzeria (berlina 3 volumi e 4 porte) fu criticata per la carente estetica, ma la vettura ebbe un discreto successo.

## Gamma
Sul mercato italiano erano disponibili, al momento del lancio, le versioni 213 SE (con motore benzina 4 cilindri monoalbero a 12 valvole di 1342cm³ da 73cv (54 KW) di origine Honda serie E) e 216 Efi Vitesse (con motore British Leyland alimentato a iniezione di 1596 cm³ da 104 CV).
La Vitesse aveva un allestimento più sportivo (cerchi in lega, spoiler posteriore in gomma, filetti rossi sui paraurti, sedili sportivi), mentre la SE era più elegante.
Nel 1986 la gamma venne completata con l'introduzione della 216 SE  (con motore 1600 a carburatore da 86 CV). La 216 SE e la 213 SE erano disponibili anche con cambio automatico.